# 2/III Batalion Wartowniczy
2/III Batalion Wartowniczy (Baon Wart. Nr 2/III) – oddział Wojsk Wartowniczych i Etapowych Sił Zbrojnych II Rzeczypospolitej.

## Historia batalionu
Batalion został sformowany na terenie Okręgu Generalnego „Kielce”. 24 sierpnia 1920 2. kompania została przydzielona pod względem gospodarczym do Komisji Gospodarczej Warsztatów Szewsko-Krawieckich w Kielcach. 14 września 1920 dowódca OGen. „Kielce” zatwierdził nowy skład Komisji Gospodarczej Baonu Wartowniczego 2/III w Dąbrowie Górniczej.
Na początku 1921 stacjonował w garnizonie Będzin, a na początku marca w Dąbrowie Górniczej.
Z dniem 31 maja 1921 została zlikwidowana Komisja Gospodarcza Baonu Wart. Nr 2/III. Zastępstwo rachunkowe objęła Komisja Gospodarcza Baonu Zapasowego 24 Pułku Piechoty w Ostrowcu.

## Obsada personalna
Dowódcy batalionu
- mjr Piotrowski
- mjr Wacław Zbrowski (do 16 VIII 1920[11])
- ppor. Aleksander Smochowski (p.o. od 16 VIII 1920[11])
- ppłk piech. Kalikst Kędzierski (od 2 IX 1920[12])
- mjr piech. Karol Guilleaume (do 12 IV 1921 → dowódca Baonu Zapasowego 11 pp[13][14])
- mjr piech. Kazimierz Klakurka (od 12 IV 1921[13])

Dowódcy 2 kompanii
- ppor. Mieczysław Opatrny (do 12 IX 1920 → Baon Zapasowy 2 pp Leg.[15])
- ppor. Leonard Macura (od 12 IX 1920[15])